# Грчка краљица
Грчка краљица је кафана у Београду. Изграђена је 1835. године у стилу академизма, а налази се у Кнез Михаиловој улици, у центру града. Деценијама је била једна од омиљених кафана у граду, али је затворена 2007. године. Поново је отворена у јулу 2025 године.

## Опште карактеристике
Кафана се налази у Кнез Михаиловој улици 51, близу парка Калемегдан у општини Стари град. Налази се на углу Кнез Михаилове улице Рајићеве улице. Западно од кафане преко пута Рајићеве, налази се Факултет ликовних уметности, који је део Универзитета уметности у Београду. На северу и северозападу преко Кнез Михаилове налазе се Библиотека града Београда и тржни центар „Рајићева”.
Парцела на којој је изграђена зграда била је локација једне од три водене куле, које су током османског периода чиниле градски водовод. Земљиште је купио Деспот Стефановић, који је саградио једнократницу 1835. године. Кафана је изграђена у стилу академизма, аутор пројекта није познат, а објекат је одмах након изградње постао кафана, названа „Деспотов хан”, по свом власнику и није променила своју сврху наредне 172 године, док се није затворила. Зграда има двориште и подрум који је адаптиран у просторије за изнајмљивање. У почетку је било 8 соба, касније 11, а потом 14. Након неког времена горњи спрат је прилагођен стамбеном простору.

## Историјат
Место на коме налази кафана сматра се важном тачком у развоју београског угоститељства, а има и историјски значај. Дана 15. јуна 1862. године догодио се инцидент на Чукур чесми у данашњој Добрачиној улици, југоистично од „Деспотовог хана”. У то време Турци су још увек управљали Београдском тврђавом, западно од кафане, јер Србија још увек није била де јуре независна. Током борбе са Турцима у јуну 1862. године, Срби су били распоређени близу тадашње кафане „Деспотовог хана” и још увек недовршеног Капетан-Мишиног здања. Место предаје кључева 1867. године на Калемегдану такође је близу тада већ назване кафане „Грчка краљица”. Осамдесетих година 19. века кафане у Београду оријенталног стила, по изгледу, услузи и менију масовно су се трансформисале у ресторане европског типа. Првих дана аустроугарског бомбардовања 1914, једно зрно је пробило у кафану и уништило ствари у њој.
Кафана „Грчка краљица” била је једна од ретких грађевина у Београду која није уништена током свих ратова. Иако је објекат више пута дограђиван и реновиран, захваљујући томе што није уништена, сачувала је највећим делом аутентични спољашњи изглед. Након доласка комуниста на власт, кафана је педесетих година променила име у „Плави Јадран”, а касније је у подруму кафане отворена дискотека, која је првобитно названа „Звезда”, а касније „Метро” и била је веома популарно место за изласке у Београду. Приземље и подрум објекта су обновљени и проширени 1990. године, а ресторан је свечано отворио тадашњи градоначелник Београда Александар Бакочевић, под старим именом „Грчка краљица”. Иако је кафана била увек препуна, једна од омиљених гостионица трговаца и путника у Београду, током 19. века није се сматрала уваженом. После Другог светског рата кафана је постала изузетно популарна као место за испијање јутарње кафе. Описана је као „леп и вољен ресторан старијих Београђана” и као место које се посећује да би се попило пиће или ручало, после шетње парком Калемегдан.
Државно-угоститељско предузеће „Три грозда” постало је закупник кафане 1969. године, а власништво је пребачено на општински Пословни простор „Стари град”. „Три грозда” су 2007. године затворила кафану због предстојеће обнове. Државна грађевинска инспекција је 2008. године закључила да предузеће „Три грозда” нема све потребе дозволе, јер зграда, иако није заштићена законом, део је просторне културне-историјске јединице „Кнез Михаилова”, од изузетног значаја. Предузеће је обуставило обнову кафане, није успело да добије дозволе и банкротирало је 2012. године.

## Кафана данас
Пословни простор „Стари град” није конкурисао за новог закупца наредних година, а зграда је почела да пропада. Прозори су били разбијени, а фасада је почела да губи на квалитету, уништена је графитима. Град Београд је 1. децембра 2016. године преузео власништво над Пословном простором „Стари град” и закупио место. У мају 2017. године настављењни су грађевински радови на обнови. Замењена је столарија, врата и прозори, а унутрашњост објекта је очишћена. Међутим, није било познато ко ће бити нови закупац и која ће бити сврха реконструисане зграде. Упркос питања новинара, градске власти нису откриле информације. Неслужбени извештаји тврде да се објекат кафане „Грчка краљица” више неће користити за угоститељство, али како су указали у Секретеријату за имовинске и правне послове, у складу са уговором о закупу, у простору је дефинисана делатност угоститељства и трговине. Дана 1. новембра 2017. године објављено је да је закупац компаније „Реина Амалиа”. Прве две године „Стари град” није слао рачуне закупцу, јер је по договору он требало да реновира објекат, уместо да плаћа рачуне. Када је град преузео ту обавезу на себе, почели су да наплаћују рачуне, али су закупци пријавили проблеме са добијањем дозвола и свађу са комшијама, па су прекинули радове. Пошто нису платили никакву закупину, град је уговор са фирмом „Реина Амалиа” проласио неважећим.

### Мурал у Рајићевој
Мурал се налази на углу Кнез Михаилове и Рајићеве улице, а зграда у Рајићевој улици 19 наслања се на кафану „Грчка краљица” и знатно је виша. Како је такође и шира од кафане, поред ње налази се велики део фасаде, без прозора, окренут према кафани и Кнез Михаиловој. Године 1984. група студената уметности, коју је предводио сликар и професор Чедомир Васић, насликала је мурал на овом простору. Мурал је представљао уметника насликаног са леђа, који држи књигу испод руке и гледа у водопад боја које теку са врхе зграде. Оригиналну скицу одрадио је Перица Донков, док је био студент, по узору на Мирка Огњановића, који је такође радио на комаду. Године 1982.
Центар за планирање урбаног развоја Београда је на конференцији „Комуникације” размотрио идеју поправљања фасада сликањем мурала. Године 1983. Академија уметности је понудила нацрт са 50 фасада које би се нацртале на фасадама широм Београда. Нацрт је био део иницијативе „Академије о уметничкој интервенцији”, који је имао за циљ да се осликавањем улепшају објекти у Београду које немају велики архитектосни значај, али и да промене панорамски поглед на град и испуне „урбану празнину”. Мурал је рађен у оквиру Дана младих који се одржава 25. маја.
Иако су у Београду мурали рађени и седамдестих година, мурал у Рајићевој подстакнуо је покрет цртања назван „Сређивање града” и уметнике, који су желели да грађанима улепшају зграде. Иако су од тада многи студенти и цртачи насликали многе мурале у Београду, мурал у Рајићевој, тик уз кафану „Грчка краљица”, у медијима је означен као „легендаран”. Временом су се графити оштетили, мурал је обновљен 2003. године, а након тога потпуно у септембру 2018. године.